# Rainer Dörner

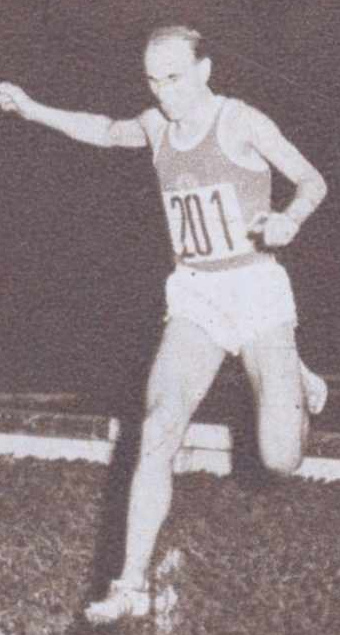
Rainer Dörner

Rainer Dörner (* 28. August 1937 in Bielatal) ist ein deutscher Maler und Grafiker und war in der DDR ein erfolgreicher Leistungssportler.

## Leben und Werk
Dörner absolvierte bei der DEWAG-Werbung eine Lehre als Schriftmaler und studierte von 1960 bis 1966 an der Fachschule für angewandte Kunst Heiligendamm bei Hans Schlapmann Gebrauchsgrafik, insbesondere Plakatgestaltung. Die lange Studiendauer ergab sich, weil er neben dem Studium beim SC Empor Rostock als Leistungssportler im Hindernislauf aktiv war. 1962 wurde Dörner Elfter bei den Leichtathletik-Europameisterschaften in Belgrad und 1963 DDR-Meister über 3000 m Hindernis. Seine persönliche Bestzeit von 8:39,6 min stellte er am 22. Juli 1962 in Celje auf. Bei den Olympischen Spielen 1964 in Tokio schied er im Vorlauf aus.
Nach dem Abschluss des Studiums und dem Ende seiner Sportlerlaufbahn arbeitete Dörner 1967/1978 als Grafiker beim Volkstheater Rostock, danach in Rostock als freischaffender Gebrauchsgrafiker. Daneben betätigte er sich als freier Maler und Grafiker. Er war von 1973 bis 1990 Mitglied des Verbands Bildender Künstler der DDR und galt innerhalb der Sektion Gebrauchsgrafik des Bezirksverbands Rostock als eine der prägenden Persönlichkeiten.
Dörner ließ sich vom Berufsbild des Gebrauchsgrafikers nicht einengen. So schuf er z. B. für das Kombinat Seeverkehr und Hafenwirtschaft Rostock Reliefplaketten aus Meißner Porzellan und ein großes Ölbild für einen Konferenzraum. Für einen Rostocker Kindergarten bemalte er eine Spielwand aus Holz. Zu seinen wichtigen Auftraggebern gehörten neben dem Volkstheater Rostock Hansa Rostock, für die er insbesondere Plakate entwarf.
Dörner lebt mit seiner Frau Marlen in Ahrenshoop im Atelier-Haus Zur Katze. Er arbeitet weiter als Maler und Grafiker und fertigt auch Plastiken aus Holz oder Keramik.
Er gehört zu Ahrenshooper Künstlern, die das Erbe der Künstlerkolonie Ahrenshoop pflegen.

## Ausstellungen (mutmaßlich unvollständig)

### Einzelausstellungen
- 2020: Pirna, Filiale der Volksbank Sebnitz (Malerei)[3]

### Teilnahme an Ausstellungen
- 1974, 1979 und 1984; Rostock, Bezirkskunstausstellungen
- 1982/1983 und 1987/1988: Dresden, IX. und X. Kunstausstellung der DDR
- 2018: Ahrenshoop, Strandhalle („Ahrenshooper Eigen-Art. Malerei & Keramik von Ahrenshooper Künstlern“; mit weiteren 13 Künstlern)[4]